# فورقاريا في فريولي

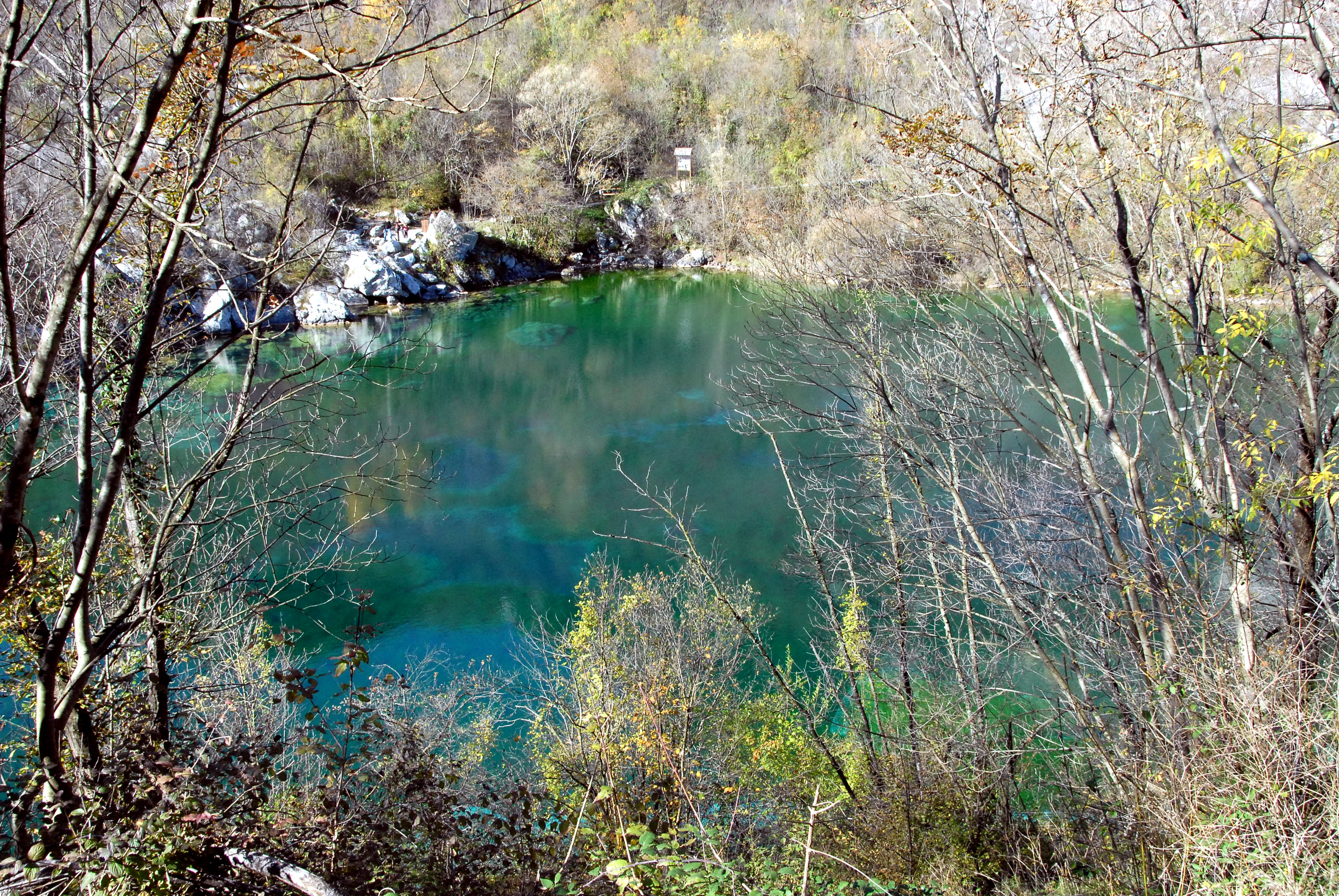
بحيرة كورنينو

فورقاريا في فريولي (فريوليان: فورجيري، محلي فورجاريا) هي بلدية (بلدية) في مقاطعة أوديني في المنطقة الإيطالية فريولي فينيتسيا جوليا، وتقع على بعد حوالي 90 كيلومترًا (56 ميلًا) شمال غرب تريست وحوالي 25 كيلومترًا (16 ميلًا) شمال غرب أوديني. اعتبارًا من 31 ديسمبر 2004، كان عدد سكانها 1944 نسمة ومساحتها 29.2 كيلومتر مربع (11.3 ميل مربع).
تقع فورقاريا في فرويلي على حدود هذه البلدات :سان ماجانو، أوسوبو، بينزانو تاليامنتو، راجوجنا، دانييل، تراساجيس، فيتو دي أسيو.